# Grays Harbor County
Grays Harbor County är ett administrativt område i delstaten Washington, USA. År 2010 hade countyt 72 797 invånare. Den administrativa huvudorten (county seat) är Montesano.
Del av Olympic nationalpark ligger i countyt.

## Geografi
Enligt United States Census Bureau har countyt en total area på 5 761 km². 4 964 km² av den arean är land och 797 km² är vatten.

### Angränsande countyn
- Jefferson County, Washington - nord
- Mason County, Washington - nordöst
- Thurston County, Washington - öst/sydöst
- Lewis County, Washington - syd/sydöst
- Pacific County, Washington - syd

## Historia
Området är namngiven efter Robert Gray som genomförde den första amerikanska världsomseglingen.